# Opa (banda)
Opa foi uma banda uruguaia dos anos 1970, fundada nos Estados Unidos por Ringo Thielmann, junto a Hugo e Osvaldo Fattoruso, que fundia jazz, candombe e rock.

## História
Hugo e Osvaldo Fattoruso eram integrantes de Los Shakers, ao se separarem desta banda, Ringo Thielmann os chamou dos Estados Unidos para formar uma nova banda. Tocaram durante três anos no formato de trio e entraram em contato com Airto Moreira, com quem realizaram uma turnê e gravaram em 1973 o disco Fingers. O nome do disco se inspirou na canção "Dedos" de Rúben Rada, que fora gravada por sua banda Tótem, a dita canção estava incluída no disco.
Quando chegamos decidimos que precisávamos de um nome para trabalhar, e surgiu Opa, que é uma espécie de Olá!, uma saudação tipicamente uruguaia.Original (em castelhano): Cuando llegamos decidimos que teníamos que ponernos un nombre para laburar, y surgió Opa, que es una especie de ¡Hola! saludo típicamente uruguayo.— Hugo Fattoruso (em castelhano)

### Registros fonográficos
No ano de 1974 gravaram suas primeiras canções de estúdio em Nova Iorque (que veriam a luz no ano de 2001). Em 1975, o trio gravou uma demo que foi editada no Uruguai em 1996, com o nome de Back home, na qual são acompanhados por Pappo Atiles nas congas e na percussão.

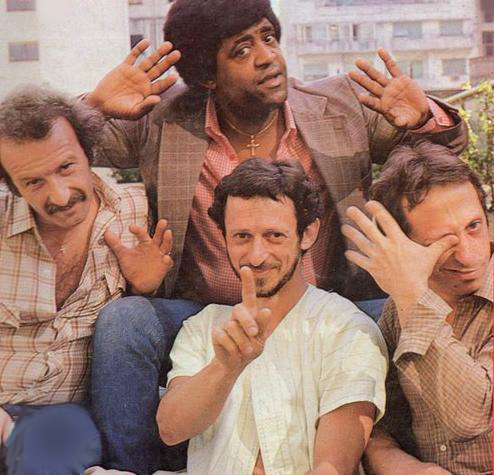
Banda Opa, 1981.

Em 1976 produziram Goldenwings, seu primeiro disco, lançado pela Milestone Records, graças a uma oferta para gravar nos Estados Unidos. Participaram deste disco David Amarro na guitarra e Hermeto Pascoal na flauta e percussão. Musicalmente, a banda mostrou mudanças rítmicas e grande intensidade, fundindo ritmos latinos, jazz e rock. Em 1977 Rúben Rada se incorpora como membro permanente na voz e na percussão, assim como Airto que voltou na percussão junto ao guitarrista Barry Finnerty. Gravaram o disco Magic Time, lançado pela Milestone em 1977. No ano de 1981 e já na América do Sul, gravaram nos Estúdios ION em Buenos Aires o disco com o nome de Otroshakers chamado "A Los Shakers", lançado pela Sazam Records.

### Opa no Uruguai
Em 1981 se apresentaram pela primeira vez em Montevidéu, no Cine Plaza, onde foram ovacionados; já eram uma banda cultuada. Depois se separaram para seguir suas carreiras individualmente, se juntando novamente em 17 de outubro de 1987, para um concerto no Teatro de Verano Ramón Collazo. Também participaram deste show  Gary "Búho" Gazaway, José Pedro Beledo, Enrique Deboni, María de Fátima, Pippo Spera, Juan Gadea, Fernando Lobo Nuñez, Manuel Silva Ribero e Mariano Barroso. Desse encontro foi editado um LP, Opa en vivo. Anos mais tarde dita obra seria reeditada no disco En vivo 87' & Rarities no qual, além das canções de Opa en vivo foram adicionadas três canções que o trio original gravou nos estudos de Nova Iorque no ano de 1974.
Apesar de Ringo ter sido convidado pelo Trio Fattoruso no teatro El Galpón em algumas canções no ano de 2000, a última atuação oficial registrada da banda Opa ocorreu em março de 2005 no Teatro Solís de Montevidéu, que foi registrada em vídeo para os canais de televisão locais.

## Discografia
- Goldenwings (Milestone Records, 1976)
- Magic Time (Milestone Records M-9078, 1977)
- Opa en vivo (Orfeo 90916. 1988)
- Back Home (Perro Andaluz, 1996)
- Opa en vivo 87' & rarities (Melopea discos, 2001)